# 塞斯冰川
塞斯冰川（英語：Sayce Glacier），是南極洲的冰川，位於葛拉漢地的丹科海岸，最終在佩爾唐角以北注入弗蘭德雷斯灣，由比利時探險隊繪入地圖，現時由南極條約體系管理。